# Vernaccia di Oristano
La Vernaccia di Oristano (in sardo Crannatza de Aristanis) è un vino DOC la cui produzione è consentita nella provincia di Oristano.

## Caratteristiche organolettiche
- colore: giallo dorato ambrato
- odore: profumo delicato alcolico con sfumature di fior di mandorlo
- sapore: fine, sottile, caldo, con leggero e gradevole retrogusto di mandorle amare

## Storia
La Vernaccia di Oristano ha origini molto antiche tanto da ipotizzare la spontaneità della Vitis Vinifera.
Il suo nome deriva dal latino "Vernacula", vino del luogo e il primo cenno storico scritto risale al 1327, nel “Breve di Villa di Chiesa” libro di leggi conservato ad Iglesias.
Nel periodo Giudicale, grazie al volere di Eleonora d'Arborea si imposero con la "Carta de Logu" gl'impianti di vitigni nei terreni incolti e severe leggi per la loro salvaguardia.
Alla fine del XIX secolo tutte le viti Europee, e quindi anche la Vernaccia di Oristano, vennero distrutte da un insetto parassita, la fillossera, che venne debellata con l'innesto su barbatelle di vite americana.
Nel dopoguerra ci fu una forte ripresa della produzione, e molti produttori si riunirono in cooperativa e ottennero il disciplinare di produzione della Vernaccia di Oristano DOC.
Ma negli anni 90 ci fu un grosso calo di produzione e una perdita di interesse sia dei produttori che dei consumatori, questo per gli incentivi europei per l'estirpazione delle vigne, per i costi elevati di produzione dovuta alla giacenza triennale del prodotto e per la crescente quantità di prodotti presenti nel mercato che portano a una più vasta scelta per i consumatori.

## Aceto
La Vernaccia di Oristano è utilizzata per produrre l'omonimo aceto.

## Abbinamenti gastronomici

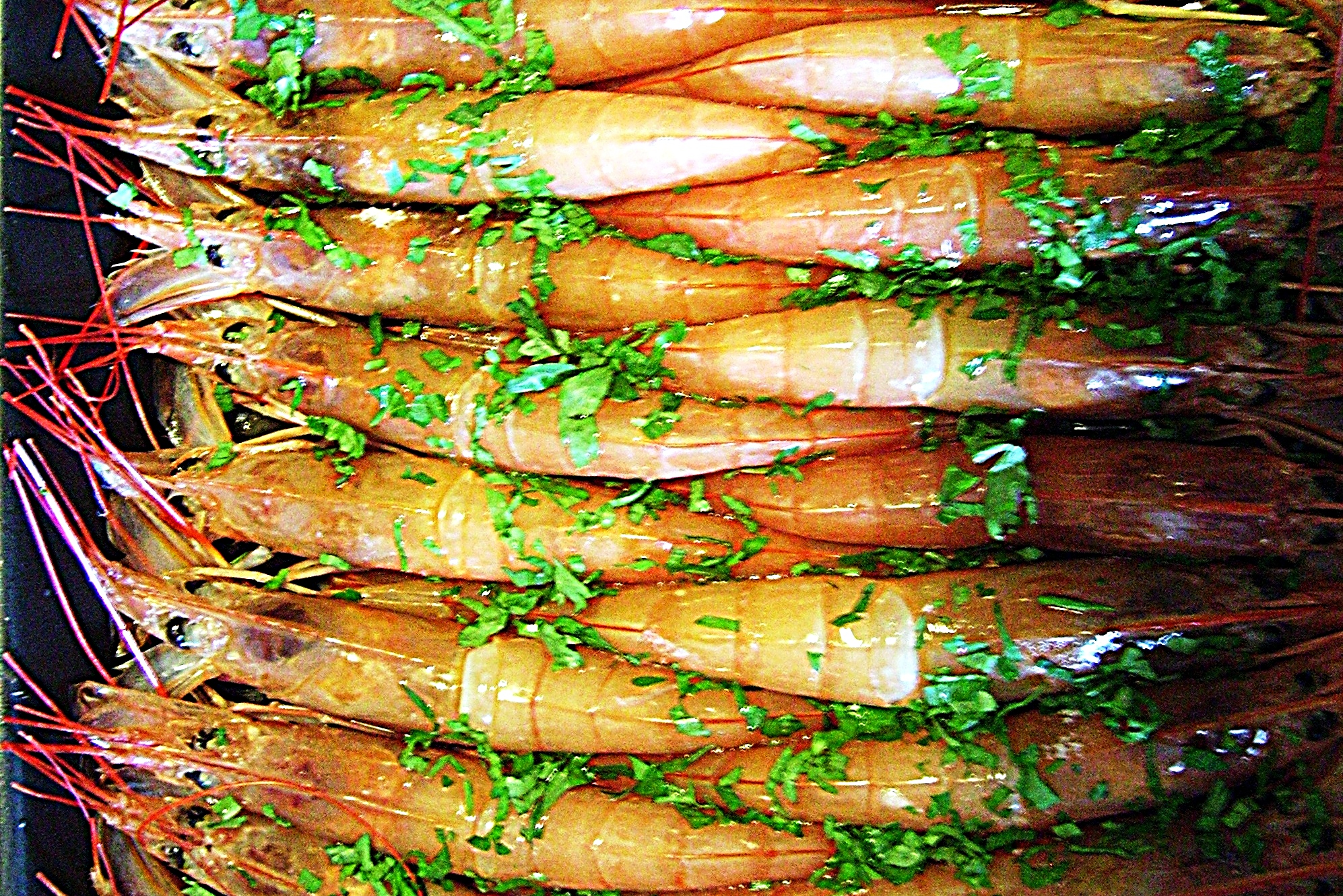
Gamberi carabineros alla Vernaccia.

Come aperitivo va degustato a 8-10 °C; in tavola a 12 °C.

Abbinamento a preparazioni di pesce dai toni gusto-olfattivi particolarmente accentuati, come bottarga (uova di muggine o di tonno), formaggi piccanti o affumicati.
Eccellente come vino da dessert, in particolare con i dolci di mandorla tipici della Sardegna.
Antipasti:
- bagnet verd: acciughe dissalate in salsa verde [1]
- acciughe sotto sale, dissalate e poste sott'olio
- pasta d'acciughe

Primi piatti di pasta, zuppe di pesce:
- culurgiones,
- malloreddus,
- zuppa gallurese e a base di pesce la bouillabaisse.

Secondi piatti di carne, pesce:
- panada e lo zimino d'agnello
- seppie in zimino
- sarago alla Vernaccia [2]
- gamberi Carabineros al verde [3],

Contorni:
- carciofi e broccoli fritti [4]

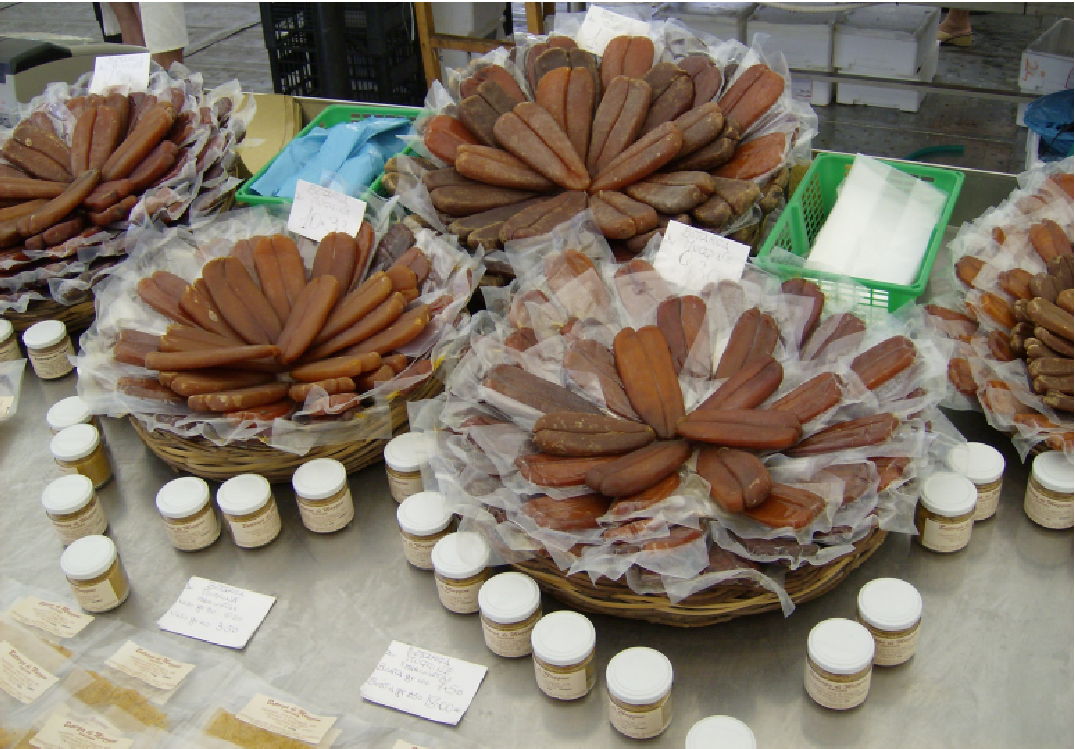
Cagliari stecche di bottarga

- melanzane e zucchine impanate e fritte [5]

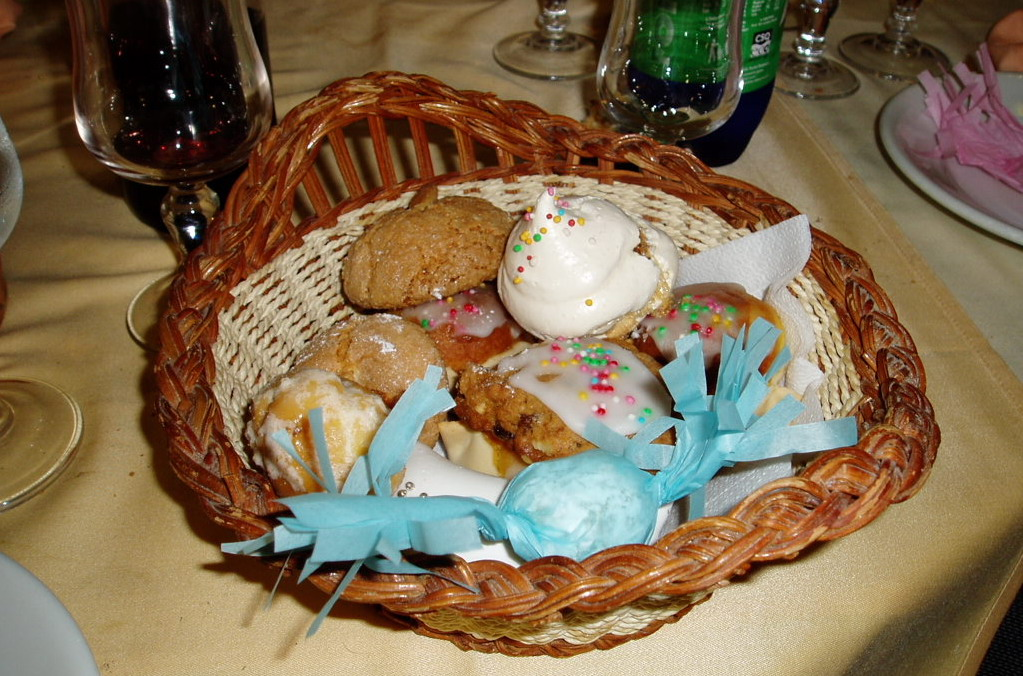
Dolci tipici sardi

- frittelle di zucchine [6].

Dolci:
- frittelle [7]
- frittelle di mele [8]
- papassino

fast food:
- focaccia genovese
- patatine
- pizza

## Produzione
Provincia, stagione, volume in ettolitri
- Oristano  (1990/91)  1354,53
- Oristano  (1992/93)  3559,89
- Oristano  (1993/94)  4619,1
- Oristano  (1994/95)  1492,6
- Oristano  (1995/96)  1352,14
- Oristano  (1996/97)  1039,22